# Mikkel Frølich Honoré
Mikkel Frølich Honoré (* 21. ledna 1997) je dánský profesionální silniční cyklista jezdící za UCI WorldTeam EF Education–EasyPost.

## Hlavní výsledky
2014
Sint-Martinusprijs Kontich
 celkový vítěz
 vítěz soutěže mladých jezdců
Letní olympijské hry mládeže
 vítěz časovky
 2. místo silniční závod
2015
Sint-Martinusprijs Kontich
 celkový vítěz
vítěz 1. etapy (TTT)
Trophée Centre Morbihan
3. místo celkově
vítěz 1. etapy
4. místo Trofeo Comune di Vertova
7. místo Paříž–Roubaix Juniors
2017
8. místo Lutych–Bastogne–Lutych Espoirs
8. místo Ronde van Vlaanderen Beloften
10. místo Piccolo Giro di Lombardia
2018
vítěz Circuit de Wallonie
Tour de l'Avenir
vítěz 4. etapy (TTT)
Istrian Spring Trophy
4. místo celkově
5. místo Gent–Wevelgem U23
10. místo Eschborn–Frankfurt Under-23
2019
Adriatica Ionica Race
10. místo celkově
2020
Settimana Internazionale Coppi e Bartali
vítěz etapy 1b (TTT)
7. místo Faun-Ardèche Classic
2021
Kolem Baskicka
vítěz 5. etapy
Settimana Internazionale di Coppi e Bartali
2. místo celkově
vítěz 5. etapy
2. místo Druivenkoers Overijse
3. místo Clásica de San Sebastián
3. místo Bretagne Classic
3. místo Royal Bernard Drôme Classic
Tour of Britain
4. místo celkově
4. místo Faun-Ardèche Classic
4. místo Primus Classic
Národní šampionát
5. místo silniční závod
Tour de Pologne
5. místo celkově
2022
Národní šampionát
3. místo silniční závod
6. místo Grand Prix Cycliste de Québec
2023
Tour Down Under
 vítěz vrchařské soutěže
6. místo Maryland Cycling Classic

### Výsledky na Grand Tours
| Grand Tour      | 2019 | 2020 | 2021 | 2022 | 2023 | 2024 |
| --------------- | ---- | ---- | ---- | ---- | ---- | ---- |
| Giro d'Italia   | 101  | 30   | 81   | —    | —    | 62   |
| Tour de France  | —    | —    | —    | 83   | —    | —    |
| Vuelta a España | —    | —    | —    | —    | —    | —    |

| —   | Nezúčastnil se |
| DNF | Nedokončil     |